# 下颌骨
下頜骨又稱下顎骨，是最大、最強的顏面骨，也是顱骨中唯一可以動的骨頭，與上頜骨形成口腔。
下頜骨原來分成左、右兩部分，在人類胎兒形成時合二為一。不過，對於部分病人（例如：鼻咽癌病人）治病時可能需要把合起來的下頜骨再度分開，以便移除被下頜骨阻擋的癌細胞組織。

## 圖片

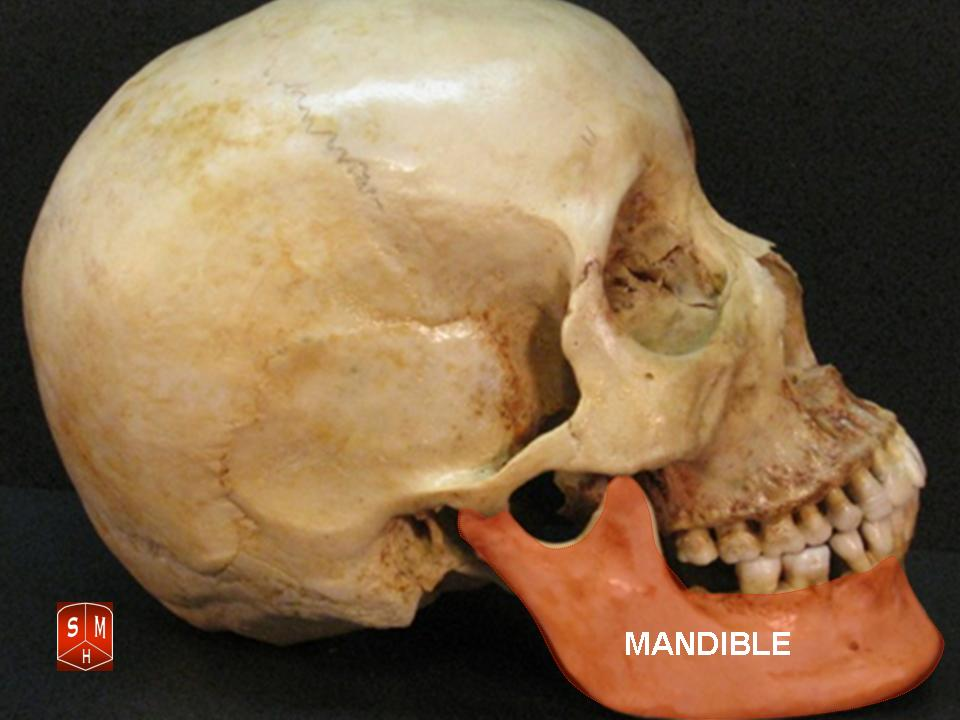
側視圖。
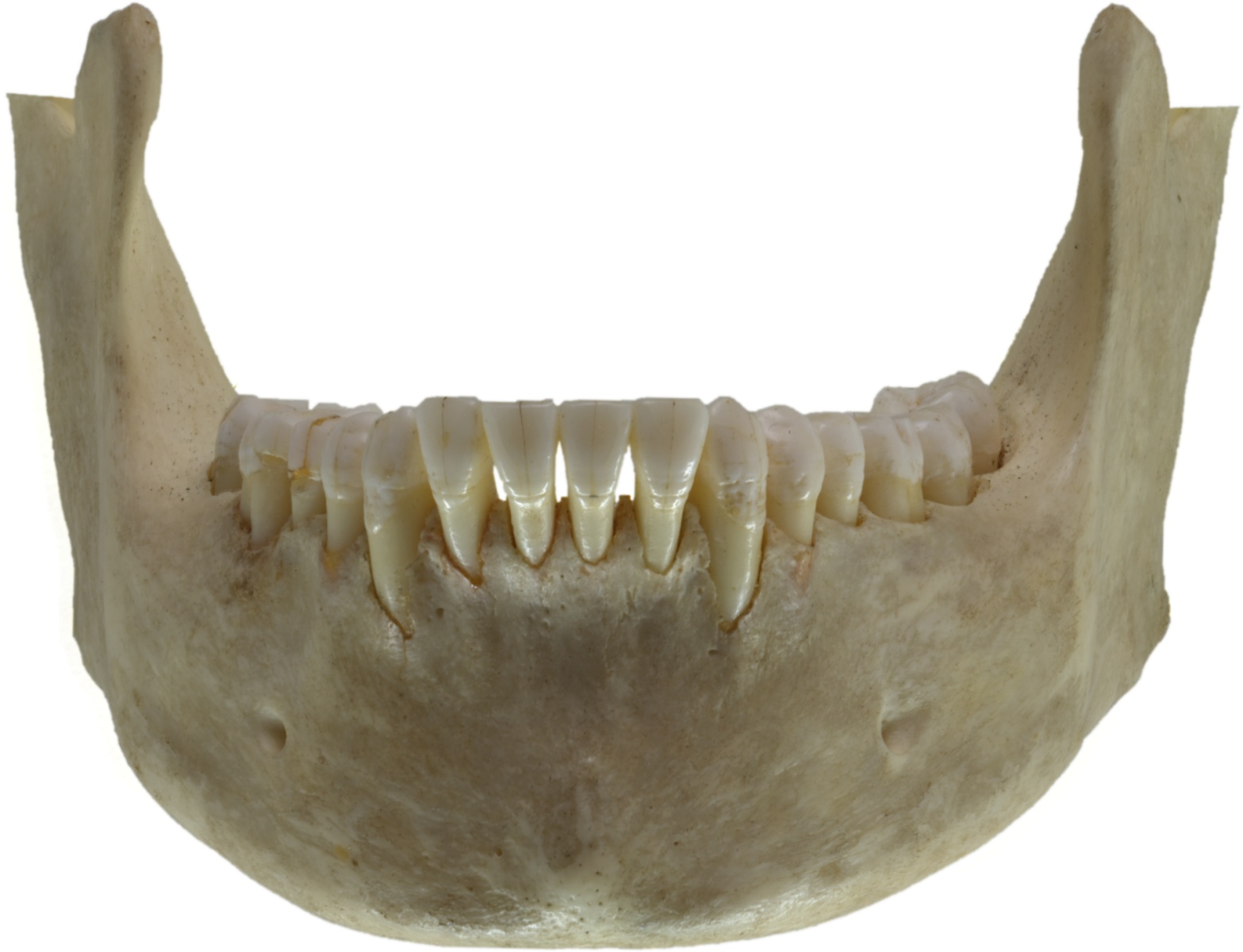
前視圖。
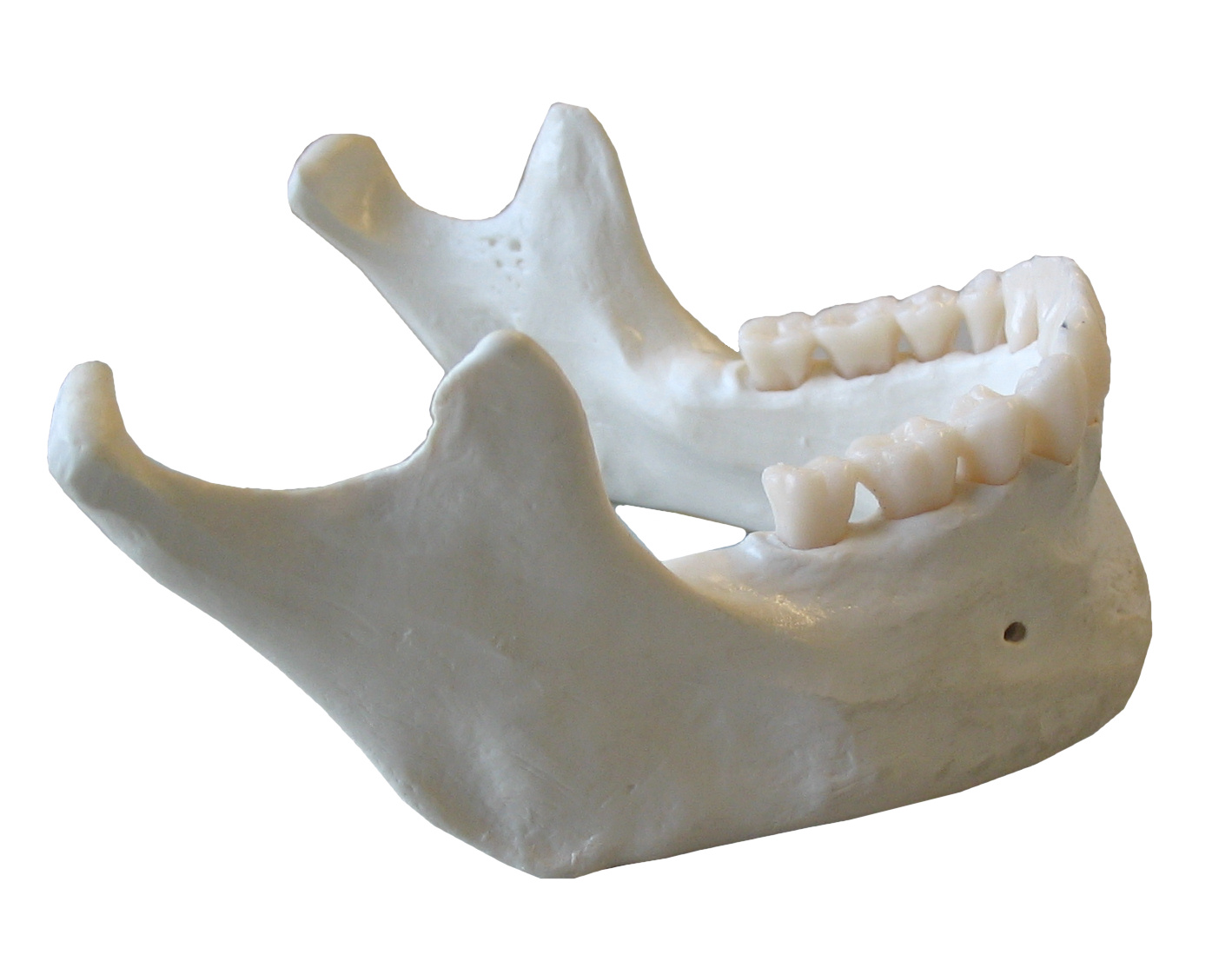
下頜骨
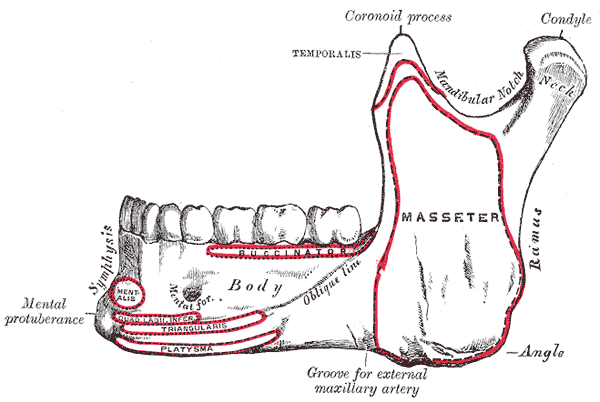
下頜骨外部側視圖。
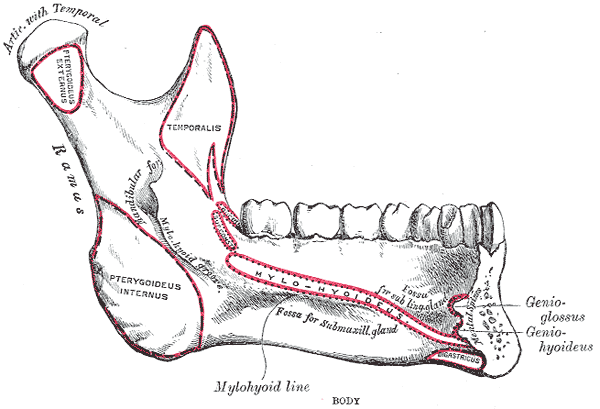
下頜骨內部側視圖。

## 外部連結
- 解剖學(Anatomy)-骨頭-mandibular bone(下頷骨)（页面存档备份，存于）